# Laxita thuisto
Laxita thuisto är en fjärilsart som beskrevs av William Chapman Hewitson 1860. Laxita thuisto ingår i släktet Laxita och familjen Riodinidae. Inga underarter finns listade i Catalogue of Life.

## Bildgalleri

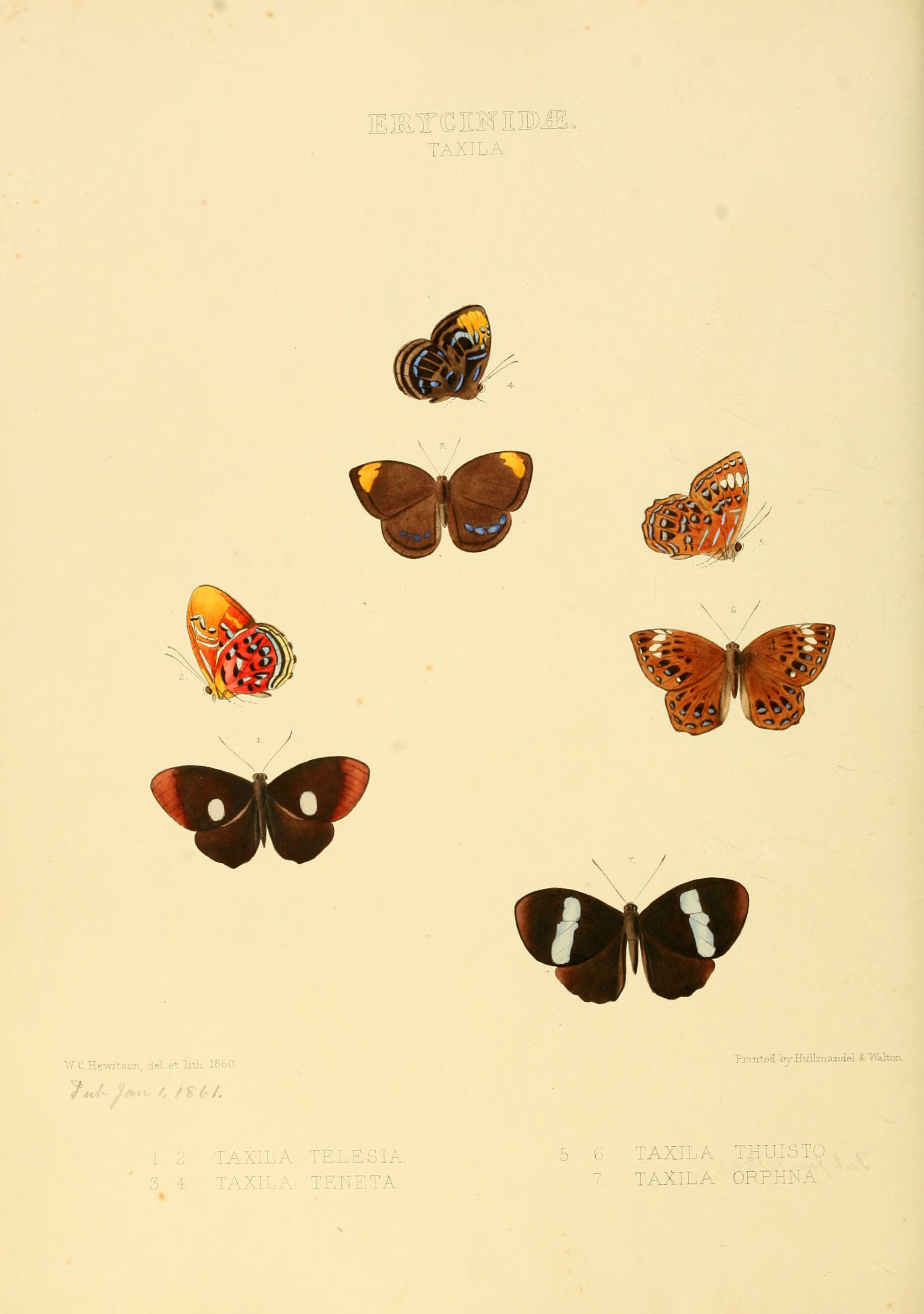
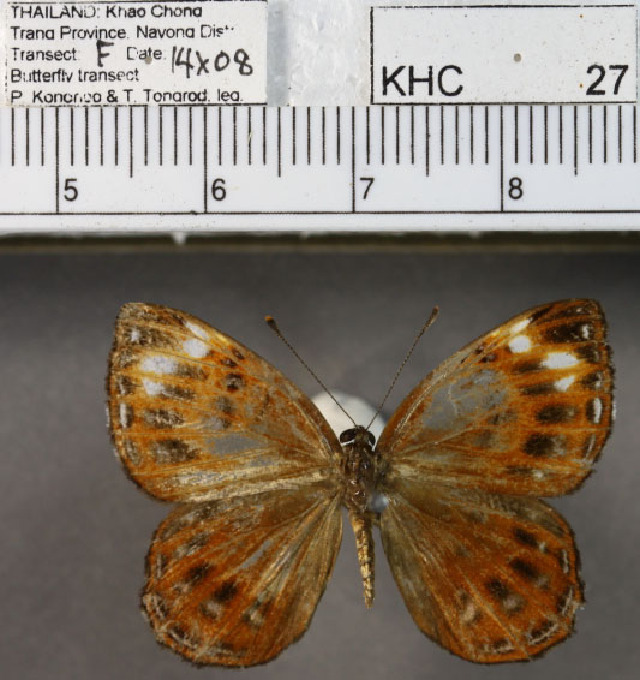
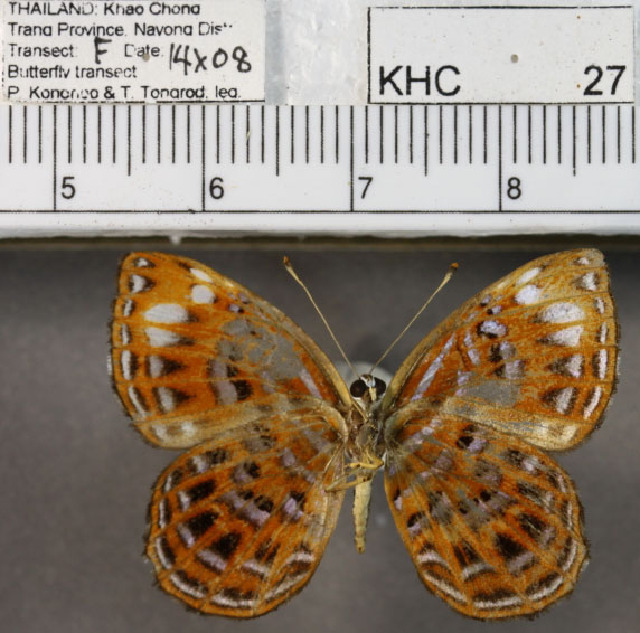
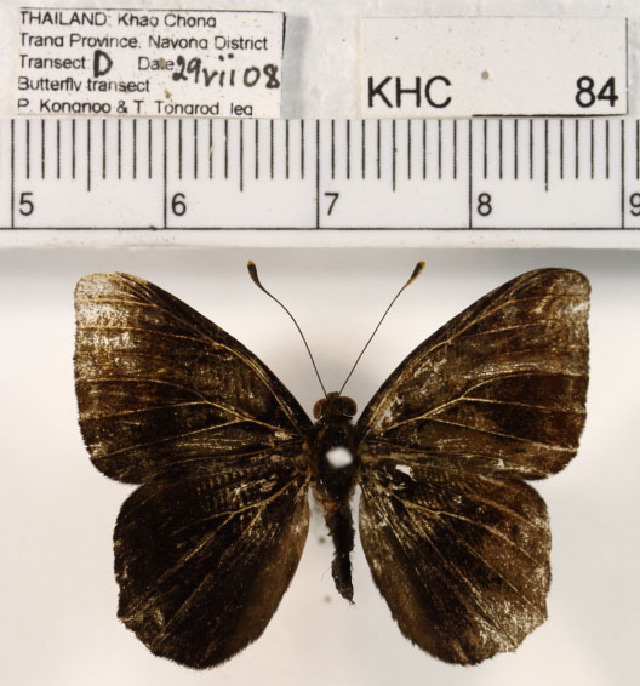
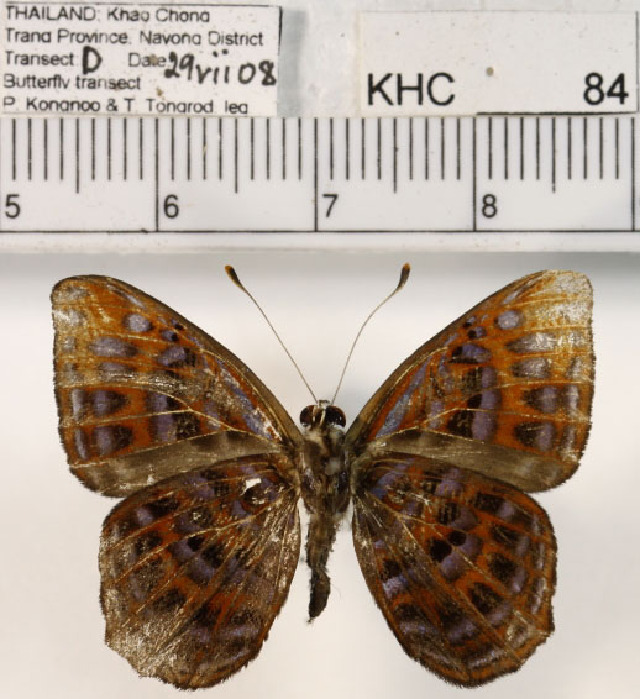